# Васильєв Геннадій Абович
Геннадій Абович Васильєв (1920, станція Нижній Баскунчак Астраханської губернії, тепер робітниче селище Ахтубінського району Астраханської області, Російська Федерація — 9 липня 1963, місто Орел, тепер Російська Федерація) — радянський діяч, залізничник, голова виконавчого комітету Орловської промислової обласної ради депутатів трудящих. Депутат Верховної ради РРФСР 6-го скликання. 

## Життєпис
Народився в родині службовця.
У 1942 році закінчив Новосибірський інститут інженерів залізничного транспорту.
З 1942 року — черговий по станції Кожва Печерської залізниці, заступник начальника та начальник відділення руху, головний інженер, начальник відділення Печерської залізниці.
Член ВКП(б) з 1945 року.
У 1956 році закінчив Академію залізничного транспорту в Москві.
У 1956 — січні 1963 року — начальник Орловського відділення Московсько-Курсько-Донбаської залізниці.
4 січня — 9 липня 1963 року — голова виконавчого комітету Орловської (промислової) обласної ради депутатів трудящих.
Помер 9 липня 1963 року.

## Нагороди
- орден Трудового Червоного Прапора
- медалі